# Mitchell Parish
Mitchell Parish (10 de julho de 1900 – 31 de março de 1993) foi um letrista norte-americano, conhecido por contribuir músicas para Cotton Club Parade (1934), Earl Carroll Vanities (1940) e Ice-Capades (1941). Entre seus principais colaborados foram Hoagy Carmichael, Duke Ellington, Peter DeRose, Leroy Anderson, Glenn Miller, Sammy Fain, Frank Perkins, Will Hudson, Benny Goodman, Edgar Sampson e Raymond Scott.
Michael Hyman Pashelinsky nasceu em Lituânia, em uma família judeu. Sua família emigrou para os Estados Unidos, quando Parish tinha apenas um ano de idade.
Em 1972, ele foi introduzido no Songwriters Hall of Fame.
Mitchel Parish morreu em 1993, em Manhattan, na cidade de Nova Iorque. Ele tinha 92 anos.